# Luigi Giuntoli
Luigi Giuntoli (San Francisco, 26 giugno 1896 – Pisa, 1971) è stato un calciatore italiano, di ruolo terzino.

## Carriera
Sfiorò lo scudetto con il Pisa nella Prima Categoria 1920-1921 disputando 19 partite.
Complessivamente nella sua carriera con il Pisa disputò 137 partite (segnando una rete).